# Орленко Андрій Тимофійович
Андрій Тимофійович Орленко (18 серпня 1924, Сумська область — 17 січня 1981) — радянський військовослужбовець, учасник Німецько-радянської війни, повний кавалер ордена Слави, рядовий 159-го окремого саперного батальйону 112-ї стрілецької дивізії 60-ї армії 1-го Українського фронту; єфрейтор 159-го окремого саперного батальйону 112-ї стрілецької дивізії 13-ї армії; командир відділення 159-го окремого саперного батальйону, сержант.

## Життєпис
Народився 18 серпня 1924 року в місті Конотоп Сумської області України в родині робітника. Українець. Член КПРС з 1963 року. Закінчив 9 класів. Працював на будівництві.
У Червоній Армії з серпня 1943 року. Учасник Німецько-радянської війни з жовтня 1943 року. Відзначився в боях за міста Коростень, Дубно, при форсуванні Вісли, Одеру. Був поранений і контужений.
Рядовий 159-го окремого саперного батальйону Андрій Орленко 7 грудня 1943 року в 12 кілометрах на південь від міста Коростень Житомирської області України врятував Бойовий Прапор частини. Вночі під вогнем противника поставив багато протитанкових і протипіхотних хв. Наказом від 18 грудня 1943 року за зразкове виконання завдань командування в боях з німецько-фашистськими загарбниками" червоноармієць Орленко Андрій Тимофійович нагороджений орденом Слави 3-го ступеня.
Єфрейтор Андрій Орленко 18 липня 1944 року біля села Грабова Буського району Львівської області України, потрапивши в оточення, замінив у бою пораненого командира, знищив понад десяти солдатів противника. Наказом від 28 серпня 1944 року «за зразкове виконання завдань командування в боях з німецько-фашистськими загарбниками» єфрейтор Орленко Андрій Тимофійович нагороджений орденом Слави 2-го ступеня.
Командир відділення 159-го окремого саперного батальйону сержант Андрій Орленко 12 січня 1945 року біля населеного пункту Котушув зробив прохід у мінному полі противника. У населеного пункту Тарксдорф брав участь в обладнанні переправи через річку Одер, при мінування дороги встановив сорок хв.
Указом Президії Верховної Ради СРСР від 10 квітня 1945 року за зразкове виконання завдань командування в боях з німецько-фашистськими загарбниками" сержант Орленко Андрій Тимофійович нагороджений орденом Слави 1-го ступеня, ставши повним кавалером ордена Слави.
Після війни відважний сапер продовжував службу в лавах Радянської Армії. З 1950 року старшина А. Т. Орленко — в запасі. Закінчив Глухівський педагогічний інститут. Працював викладачем початкової військової підготовки та фізруком в середній школі в місті Конотоп. Помер 17 січня 1981 року.
Нагороджений орденами Вітчизняної війни 2-го ступеня, Червоної Зірки, Слави 1-ї, 2-ї і 3-го ступеня, медалями.
Бюст повного кавалера ордена Слави А. Т. Орленко встановлений у Конотопському краєзнавчому музеї.